# کارناوال ونیز (فیلم ۱۹۲۸)
کارناوال ونیز (ایتالیایی: Il carnevale di Venezia) فیلمی ایتالیایی در سبک درام به کارگردانی ماریو آلمیرانته با بازی ماریا یاکوبینی و مالکوم تاد محصول سال ۱۹۲۸ است.

### کتابشناسی
- Dalle Vacche, Angela. Diva: Defiance and Passion in Early Italian Cinema. University of Texas Press, 2008.
- Reich, Jacqueline & Garofalo, Piero. Re-viewing Fascism: Italian Cinema, 1922-1943. Indiana University Press, 2002.